# Sandra Reinflet
Sandra Reinflet est une autrice et photographe française née le 11 novembre 1981 à Thionville. 

## Biographie
Née à Thionville, Sandra Reinflet grandit dans la ville de Saumur et vit aujourd'hui à Paris.  

## Carrière professionnelle

### Publications et expositions
À 25 ans, Sandra Reinflet entreprend avec son amie Yuki un tour du monde de quatorze mois à la rencontre de 81 femmes de leur âge qui réalisent leurs projets malgré des contextes difficiles. Le récit de ces rencontres est publié dans l'ouvrage Same Same but Different chez Michalon Eds en 2010. L'exposition photographique éponyme est exposée en France, ainsi qu'à Barcelone, Vienne, Montréal et Toronto.
En 2012, elle publie Je t'aime maintenant, expérience littéraire sous forme de cadran amoureux. À chaque chapitre, le récit d'une heure passée avec une des personnes aimée depuis l'enfance, et la photographie de celle-ci lors des retrouvailles .   
La quête du souvenir se poursuit en 2014 avec la publication Qui a tué Jacques Prévert ? édité aux Éditions de la Martinière. De retour dans son école primaire laissée à l'abandon, Sandra Reinflet propose une poésie photographique, laissant une place conséquente aux images dont une partie sera présentée à la Bibliothèque nationale de France, dans le cadre de la Bourse du talent Photographie dont elle obtient le prix Coup de cœur en 2014.   
En 2017, elle publie un premier roman Ne parle pas aux inconnus chez les éditions JC Lattès. Camille, adolescente bridée, multiplie les plans pour quitter le domicile familial et entreprendre un voyage initiatique sur les routes qui la mèneront à l'âge adulte.  

### Reportages
De 2012 à 2014, Sandra Reinflet et Aurélie Streiff sillonnent l'Europe en autostop dans le cadre du projet Les P’tites Poucettes.  
En 2015, elle s'associe à la Cie Oblique pour l'écriture d'une nouvelle édition du projet Contre-Courant. Associée à la metteuse en scène Cécile Arthus, elle écrit une pièce de théâtre documentaire sur la jeunesse européenne à partir de témoignages de jeunes européens autour de la notion de frontière. Le spectacle Ne parle pas aux inconnus est soutenu par Centre d'Art Dramatique National de Lorraine.
En 2016 et 2017, Sandra Reinflet se rend en Mauritanie, en Papouasie-Nouvelle-Guinée et en Iran afin de réaliser des portraits d'artistes empêchés pour des raisons politiques, géographiques, religieuses ou économiques de pratiquer leur art. Le projet VoiE/X est finaliste de plusieurs prix photos.

### Musique
Sous le pseudonyme de Marine Goodmorning, elle sort en groupe l'album La boîte à jouer en 2009. Après une cinquantaine de dates de tournée, le groupe se sépare en 2010. En 2014, Sandra Reinflet lance sous son vrai nom le projet 33 Tour, avec comme objectif la réalisation tous les 11 du mois, d'une chanson avec un partenaire de jeu différent.

### Conférences et actions culturelles
À Thionville en 2015 et à Saumur en 2016, elle réalise le projet "De mémoire(s)", expositions de photographies et textes d'habitants réalisés lors d'ateliers d'écriture autour du thème de l'appartenance et exposés dans les rues lors des journées du patrimoine. 
Sandra Reinflet anime de nombreuses conférences et ateliers autour du thème de la créativité et du passage à l'action. En avril 2004, elle est invitée par le programme TEDx organisé à Lille et intervient sur la thématique Réalisez vos rêves d'enfant.

## Distinctions
- 2013 : Prix « coup de cœur » de la Bourse du talent photographie, catégorie Reportage.
- 2020 : Prix Roger Pic, pour son œuvre photographique VoiE.X, artistes sous contraintes, réalisée en Mauritanie, en Iran, en Papouasie-Nouvelle-Guinée, à Madagascar et au Brésil[13].